# Hosea (profeet)

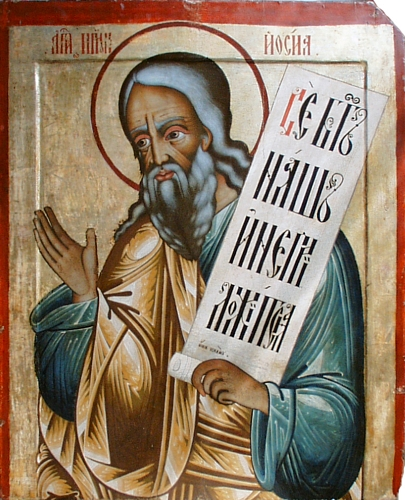
Russisch-orthodox icoon van Hosea

 Aan de profeet Hosea (Hebreeuws: הושֵעַ, Hôšēăʻ: "Redding van/door Hem (JHWH)") wordt het gelijknamige boek Hosea in de Hebreeuwse Bijbel toegeschreven dat de serie zogenoemde Kleine profeten opent. Hij woonde van 780 v.Chr. tot 725 v.Chr. in het Koninkrijk Israël, waarmee hij zeven vorsten meemaakte, van Jerobeam II tot en met Hosea (niet te verwarren met de Hosea in dit artikel). Hij was actief als profeet vanaf ongeveer 750 v.Chr.

Als gelijktijdig in Juda regerende koningen worden in 1,1 Uzzia, Jotam, Achaz en Hizkia vermeld. Deze latere Judese toevoeging klopt niet helemaal, want laatstgenoemde koning, Hizkia, besteeg de troon van Juda pas na de val van Samaria, waarover Hosea niet meer spreekt. Misschien nam de Judese eindredacteur, die aan het boek Hosea zijn huidige vorm gaf, die reeks namen gewoon over uit Js 1,1. Hosea was trouwens een oudere tijdgenoot van Jesaja, die in Jeruzalem werkte, en een jongere tijdgenoot van Amos, die eveneens in het Noordrijk Israël optrad. Andere sporen van een latere Judese bewerking vinden we in 1,7; 4,15; 5,5; 6,11 en 12,3.

Er is weinig bekend over het persoonlijk leven van Hosea, behalve dat hij de zoon van Beëri was en dat hij in opdracht van God was getrouwd met de prostituee Gomer, dochter van Diblaïm (Hosea 1:1-3). Zijn huwelijk met een prostituee moest de relatie tussen het volk Israël met God verbeelden. Zelfs als Gomer Hosea verlaat en met een andere man slaapt, blijft Hosea van haar houden en vergeeft haar. Zo waren de namen van zijn kinderen ook wandelende profetieën van de val van de heersende dynastie en het verbond met God — net als in het geval van de profeet Jesaja een generatie later.